# Paul Bildt
Paul Hermann Bildt (né le 19 mai 1885 à Berlin, mort le 13 mars 1957 dans la même ville) est un acteur et réalisateur allemand.

## Biographie
Paul Bildt est l'un des six enfants de l'épicier puis aubergiste Ferdinand Wilhelm Bildt et de son épouse Auguste Marie Fiebelkorn. À 14 ans, il est dans une association de théâtre amateur. Il interrompt une formation en vue d'intégrer la police pour suivre des cours de théâtre avec Friedrich Moest (de).
En 1905, il fait ses débuts dans la tournée d'été du théâtre de Berlin à Hanovre. À l'automne, il intègre le Schillertheater où il reste huit ans. Il commence au cinéma en 1910. Il s'engage ensuite avec le Kleines Theater Berlin-Mitte, mais la Première Guerre mondiale interrompt l'activité théâtrale. Il est rapidement démobilisé après une grave maladie.
En 1908, il s'est marié avec l'actrice Charlotte Friedländer, avec qui il a une fille, Eva Bildt (de).
Bildt devient l'un des plus grands acteurs du cinéma muet dans les années 1920. Il s'intéresse à la réalisation et signe quelques dialogues lors de l'avènement du cinéma parlant.
Après l'arrivée d'Hitler au pouvoir en 1933, il est menacé en raison des origines juives de son épouse. Grâce au soutien de Gustaf Gründgens, il continue de jouer pour le Konzerthaus de Berlin et l'UFA, même si ce sont des films de propagande. Peu de temps avant la guerre, il est inscrit dans la Gottbegnadeten-Liste. À la fin de la Seconde Guerre mondiale, Paul Bildt et sa fille vivent dans la maison de campagne de Gründgens à Zeesen. Après l'arrivée de l'armée soviétique le 26 avril 1945, ils se suicident en prenant une forte dose de barbiturique : Eva meurt, Paul Bildt survit après plusieurs jours de coma.
Après son rétablissement, Gründgens prend Bildt au Théâtre de Düsseldorf. Comme il fait partie du Deutsches Theater, il intègre le Berliner Ensemble. En 1953, il entre au Kammerspiele de Munich. Même après la guerre, il reste un acteur d'importance. Il travaille avec la DEFA, notamment pour Le Conseil des dieux et Cœur de pierre.
Pour sa contribution au cinéma, Bildt reçoit le Prix national de la République démocratique allemande. Il se remarie avec Katharina Pape.

## Filmographie partielle

### Films muets
- 1910 : Schuld und Sühne
- 1912 : Zu Tode gehetzt
- 1918 : Nuit de bal
- 1919 : Rose Bernd d'Alfred Halm
- 1920 : Nachtgestalten (de)
- 1921 : La Découverte d'un secret
- 1921 : Lady Hamilton
- 1923 : Ein Weib, ein Tier, ein Diamant
- 1924 : Die Schmetterlingsschlacht
- 1925 : Les Déshérités de la vie
- 1926 : Die Flammen lügen
- 1927 : Aveugle
- 1927 : Lützows wilde verwegene Jugend
- 1927 : Das Mädchen mit den fünf Nullen (de)
- 1928 : Liebe und Diebe

### Films parlants
- 1930 : Der Andere
- 1930 : L'Affaire Dreyfus
- 1931 : 1914, fleurs meurtries (1914, die letzten Tage vor dem Weltbrand), de Richard Oswald
- 1933 : Le Front invisible
- 1934 : Wilhelm Tell
- 1934 : Schwarzer Jäger Johanna (de)
- 1935 : Das Mädchen Johanna
- 1936 : Glückskinder
- 1936 : Stadt Anatol
- 1936 : Moscou-Shanghai
- 1936 : Die Kreutzersonate
- 1937 : On a tué Sherlock Holmes
- 1937 : Paramatta, bagne de femmes
- 1937 : Crépuscule
- 1937 : Madame Bovary de Gerhard Lamprecht :
- 1937 : La Habanera
- 1938 : Die Umwege des schönen Karl
- 1938 : Der Spieler (de)
- 1938 : Sans laisser de traces (Verwehte Spuren)
- 1938 : La Danse sur le volcan (de)
- 1938 : Bruyant mensonge
- 1939 : La Chair est faible (de)
- 1939 : Le Chapeau florentin (Der Florentiner Hut)
- 1939 : La Lutte héroïque (Robert Koch, der Bekämpfer des Todes)
- 1939 : Équipage de gloire (D III 88)
- 1939 : Le Paradis des célibataires
- 1939 : Trafic au Large
- 1941 : Das Mädchen von Fanö
- 1941 : Escadrille de bombardement Lützow
- 1941 : Le Président Krüger
- 1941 : Attentat à Bakou (Anschlag auf Baku)
- 1941 : Le Musicien errant (Friedemann Bach)
- 1941 : Der Gasmann (de)
- 1942 : Die Entlassung
- 1942 : Un grand amour (Die große Liebe) de Rolf Hansen
- 1943 : Ein glücklicher Mensch
- 1944 : Offrande au bien-aimé
- 1945 : Kolberg
- 1946 : Der Puppenspieler (de) (inachevé)
- 1946 : Irgendwo in Berlin (de)
- 1947 : Razzia (de)
- 1948 : L'Affaire Blum
- 1948 : Und wieder 48 (de)
- 1949 : Der Biberpelz
- 1949 : Notre pain quotidien (de)
- 1950 : Le Conseil des dieux
- 1950 : Das kalte Herz
- 1952 : Le Cœur du monde
- 1952 : Toxi (de)
- 1952 : Vater braucht eine Frau
- 1952 : Die große Versuchung
- 1953 : Meines Vaters Pferde
- 1953 : Son Altesse Royale (Königliche Hoheit)
- 1953 : Tant que tu m'aimeras
- 1954 : Die verschwundene Miniatur (de)
- 1954 : Héros en blanc (Sauerbruch – Das war mein Leben)
- 1955 : Ein Herz voll Musik (de)
- 1955 : Louis II de Bavière
- 1955 : Le 20 Juillet
- 1955 : Ciel sans étoiles
- 1955 : Sohn ohne Heimat
- 1956 : Le Diable en personne (Teufel in Seide)
- 1956 : L'amour ne meurt jamais
- 1956 : Anastasia, die letzte Zarentochter